# Staniwci
Staniwci (ukr. Станівці) – wieś na Ukrainie, w obwodzie czerniowieckim, w rejonie hlibockim. W 2001 roku liczyła 2798 mieszkańców.